# El Chaltén
El Chaltén è un piccolo villaggio montano nella provincia di Santa Cruz, Argentina. È posizionato sulla sponda del fiume Río de las Vueltas, all'interno del Parco Nazionale Los Glaciares (sezione Riserva Nazionale Zona Viedma) alla base delle montagne Cerro Torre e Cerro Chaltén, entrambe popolari per le scalate. Per questa ragione questo villaggio è ben conosciuto da alpinisti e scalatori.
L'attuale "Capitale Nazionale degli Scalatori" fu fondata nel 1985. Il villaggio è posizionato 220 km a nord del El Calafate.
"Chaltén" è una parola tehuelche che significa montagna fumante; i nativi credevano fosse un vulcano perché la sua cima è per la maggior parte del tempo coperta da nuvole. Altre piste e panorami sono Torre Glacier, Laguna Torre, Laguna Capri, Ghiacciaio Piedras Blancas, Chorrillo del Salto e Laguna de los Tres.
Il villaggio fornisce campeggi gratuiti ed informazioni per il parco nazionale ai visitatori, come anche campeggi a pagamento (con docce) ed un numero limitato di letti, ristorazione quasi sempre per backpackers. Il commercio dei turisti ha generato molti ristoranti e negozi di articoli sportivi nel villaggio; alcuni alloggi forniscono internet, telefono e film. Oltre a questo, il villaggio è abbastanza lontano dai normali flussi di informazioni e comunicazione, anche durante l'alta stagione (novembre-febbraio). Il villaggio è quasi deserto fuori stagione (l'inverno dell'emisfero meridionale).

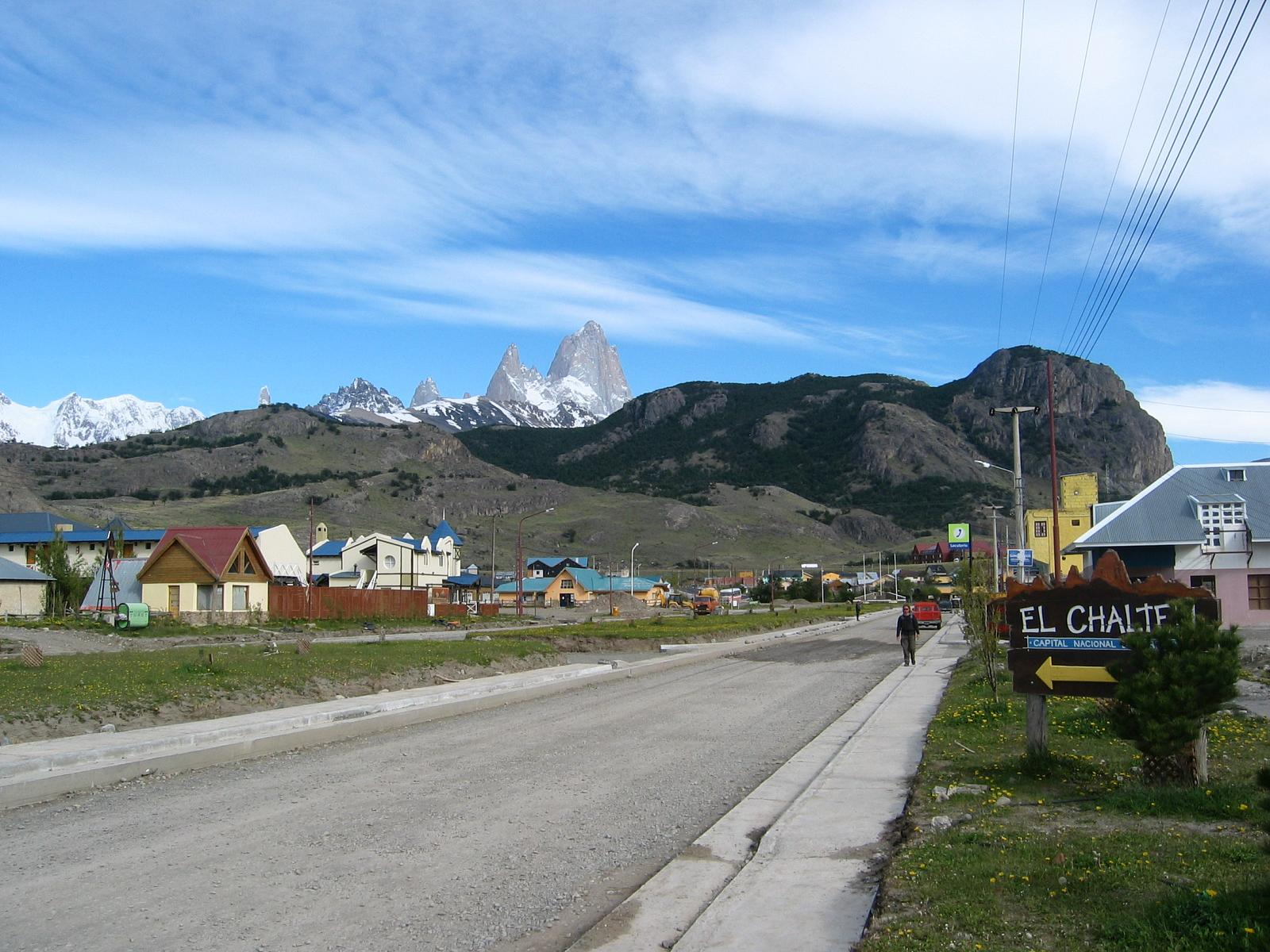
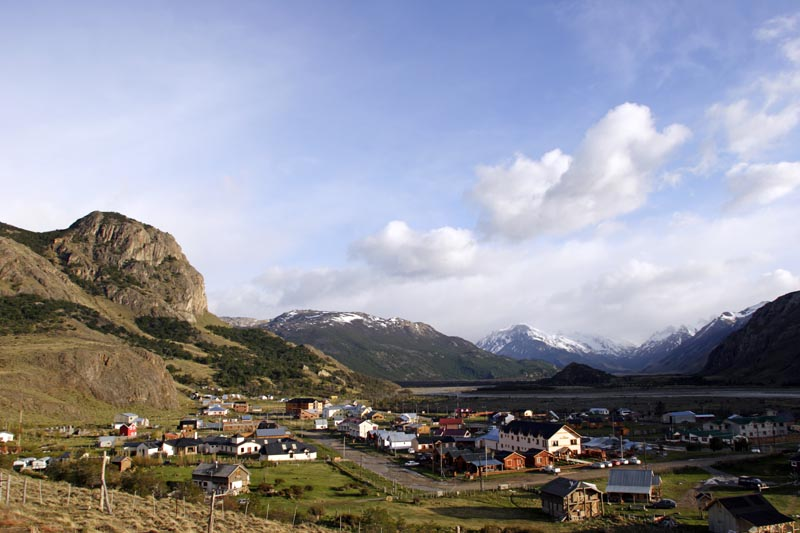
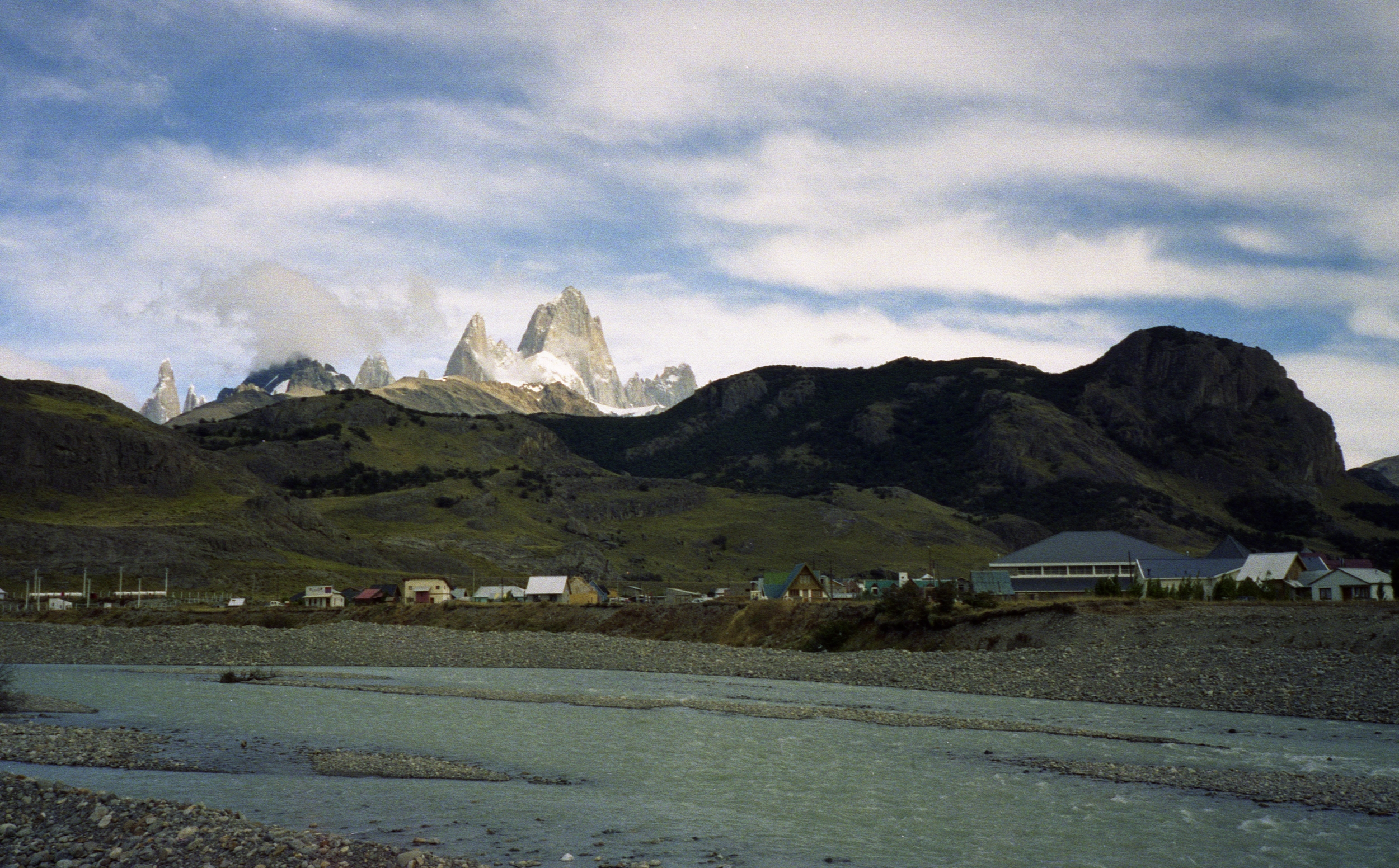